# Alontae Taylor
Alontae Devaun Taylor (Winchester, 3 dicembre 1998) è un giocatore di football americano statunitense che milita nel ruolo di cornerback per i New Orleans Saints della National Football League (NFL).

## Carriera

### New Orleans Saints
Al college Taylor giocò a football a Tennessee. Fu scelto nel corso del secondo giro (49º assoluto) del Draft NFL 2022 dai New Orleans Saints. Fu inserito in lista infortunati il 24 settembre 2022. Tornò nel roster attivo il 20 ottobre. Nella sua stagione da rookie mise a segno 46 tackle e 11 passaggi deviati in 13 presenze, di cui 9 come titolare.
Nel primo turno della stagione 2024, Taylor divenne il primo defensive back dei Saints dal 1970 a mettere a segno tre sack in una partita e uno dei soli tredici della storia della NFL.